# Sominy
Sominy (deutsch Sommin) ist ein Dorf im Verwaltungsbezirk Gmina Studzienice (Landgemeinde Stüdnitz) im Powiat Bytowski (Bütower Kreis) der polnischen Woiwodschaft Pommern.

## Geographische Lage
Das Dorf liegt in Hinterpommern, nördlich am Somminer See, etwa 17 Kilometer südöstlich von Bütow.

## Geschichte
Das Dorf wurde um ca. 1600 als neue Siedlung angelegt und ist nach dem See benannt, an dem sie liegt. Dieser wird in einer Grenzbeschreibung von 1313 als lacus Zomyn bezeichnet und kommt 1607 als ‚bey dem Sommyn‘ urkundlich vor. 1628 wird das ‚Dorf Sommin‘ erwähnt.
Im Jahr 1780 hatte das Amtsdorf Sommin des königlichen Amts Bütow einen Freischulzen, zehn Bauern, die freie Leute waren und eine bestimmte Pachtgebühr an das Amt Bütow bezahlten, einen Halbbauern, vier Kossäten, von denen zwei zugleich Berufsfischer waren und die Sommerfischerei auf dem Somminer See gepachtet hatten, eine Mahl-Wassermühle mit Mahlgästen aus umliegenden Ortschaften, eine Schmiede, einen lutherischen Küster, eine lutherische Kirche und 23 Feuerstellen (Haushaltungen).

Gebäude im Dorf
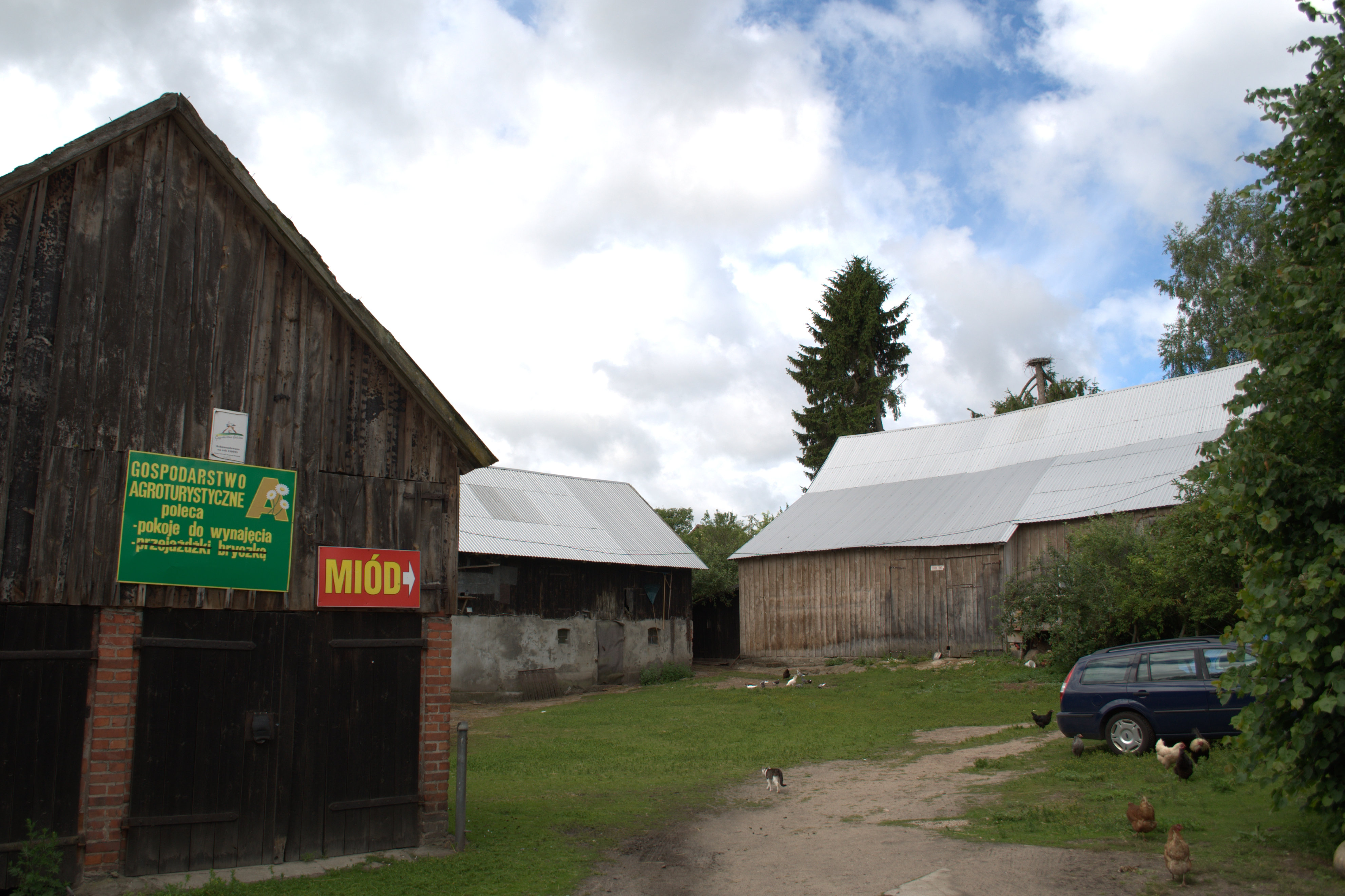
Bauernhof mit Storchennest auf Nadelbaum mit abgesägter Baumkrone (2014)
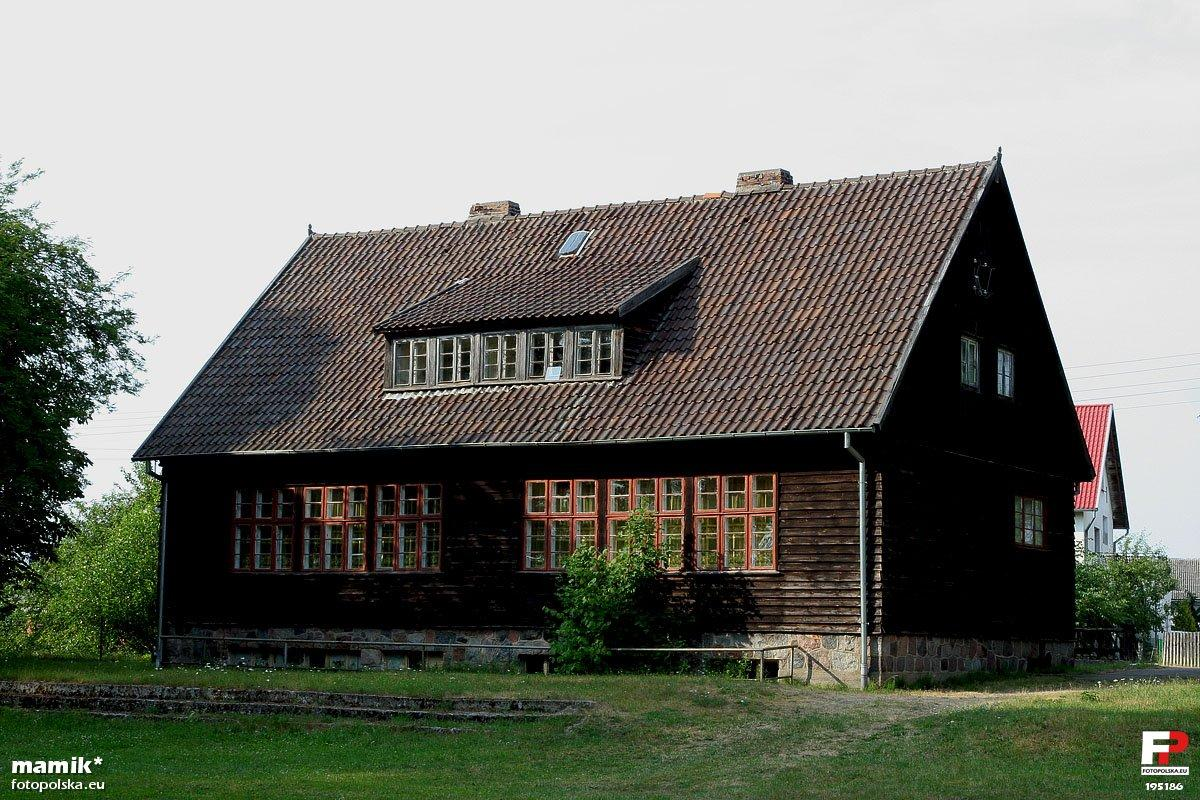
Hölzernes Schulgebäude (2010)
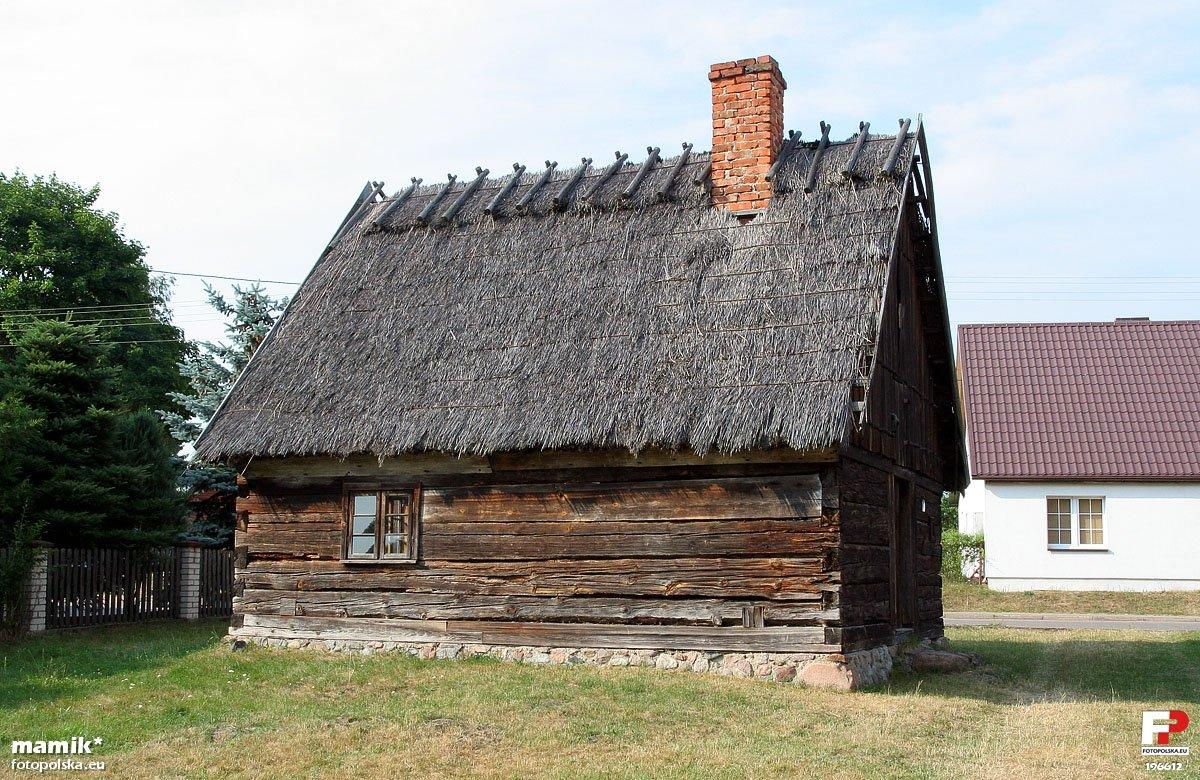
Schurzholz-Gebäude aus dem 18. Jahrhundert mit Reetdach (2010)
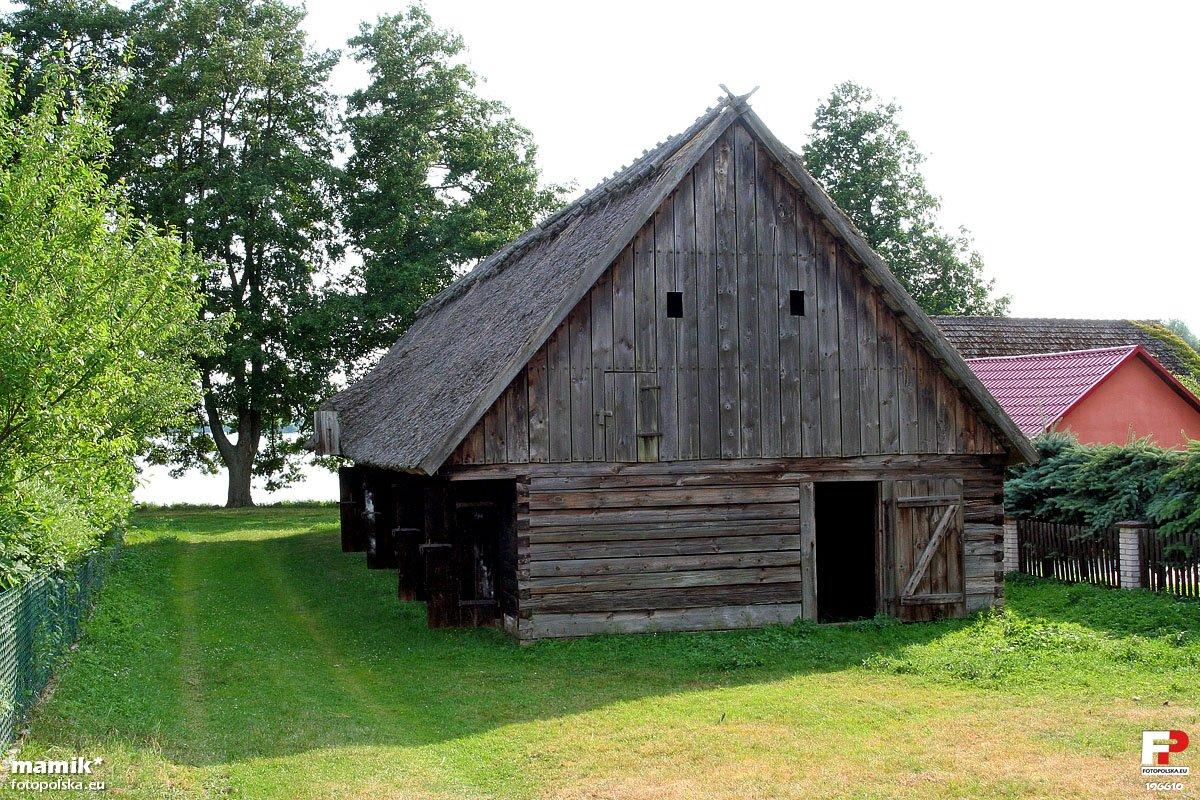
Altes Stallgebäude mit Dachboden (2010)
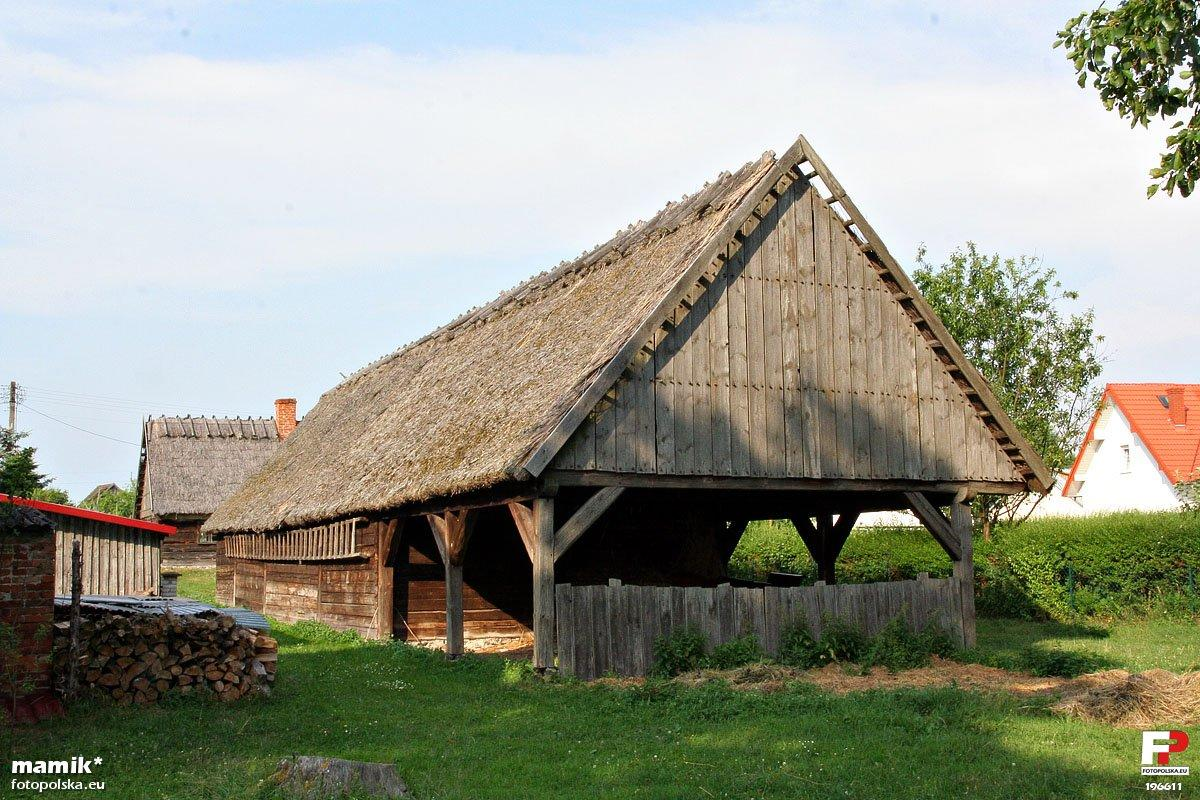
Altes Stallgebäude mit Unterstand (2010)

Anfang der 1930er Jahre hatte die Landgemeinde Sommin eine Flächengröße von 38,7 km². Innerhalb der Gemeindegrenzen standen insgesamt 60 bewohnte Wohnhäuser an fünf verschiedenen Wohnstätten:
1. Forsthaus Koselitz
2. Forsthaus Olbergshöhe
3. Oberförstereigehöft Sommin
4. Sommin
5. Somminer Mühle

Im Jahr 1925 wurden 437 Einwohner gezählt, im Jahr 1933 380 im Jahr 1939 422. Um 1935 hatte Sommin unter anderem zwei Gasthöfe, eine Fischhandlung und eine Mühle.
Bis 1945 bildete Sommin eine Landgemeinde im Landkreis Bütow im Regierungsbezirk Köslin der preußischen Provinz Pommern des Deutschen Reichs. Die Gemeinde Sommin war Amtssitz des Amtsbezirks Sommin.
Vor Ende des Zweiten Weltkriegs wurde Sommin Anfang März 1945 von der Roten Armee besetzt. Bald darauf wurde Sommin zusammen mit ganz Hinterpommern von der Sowjetunion der Volksrepublik Polen zur Verwaltung überlassen. Anschließend kamen Polen in das Dorf, die die einheimischen Dorfbewohner aus ihren Häusern und Wohnungen drängten. Für Sommin wurde die polonisierte Ortsbezeichnung ‚Somimy‘ eingeführt. In der Folgezeit wurden die einheimischen Dorfbewohner von der polnischen Administration aus Sommin vertrieben.

## Kirche

### Dorfkirche

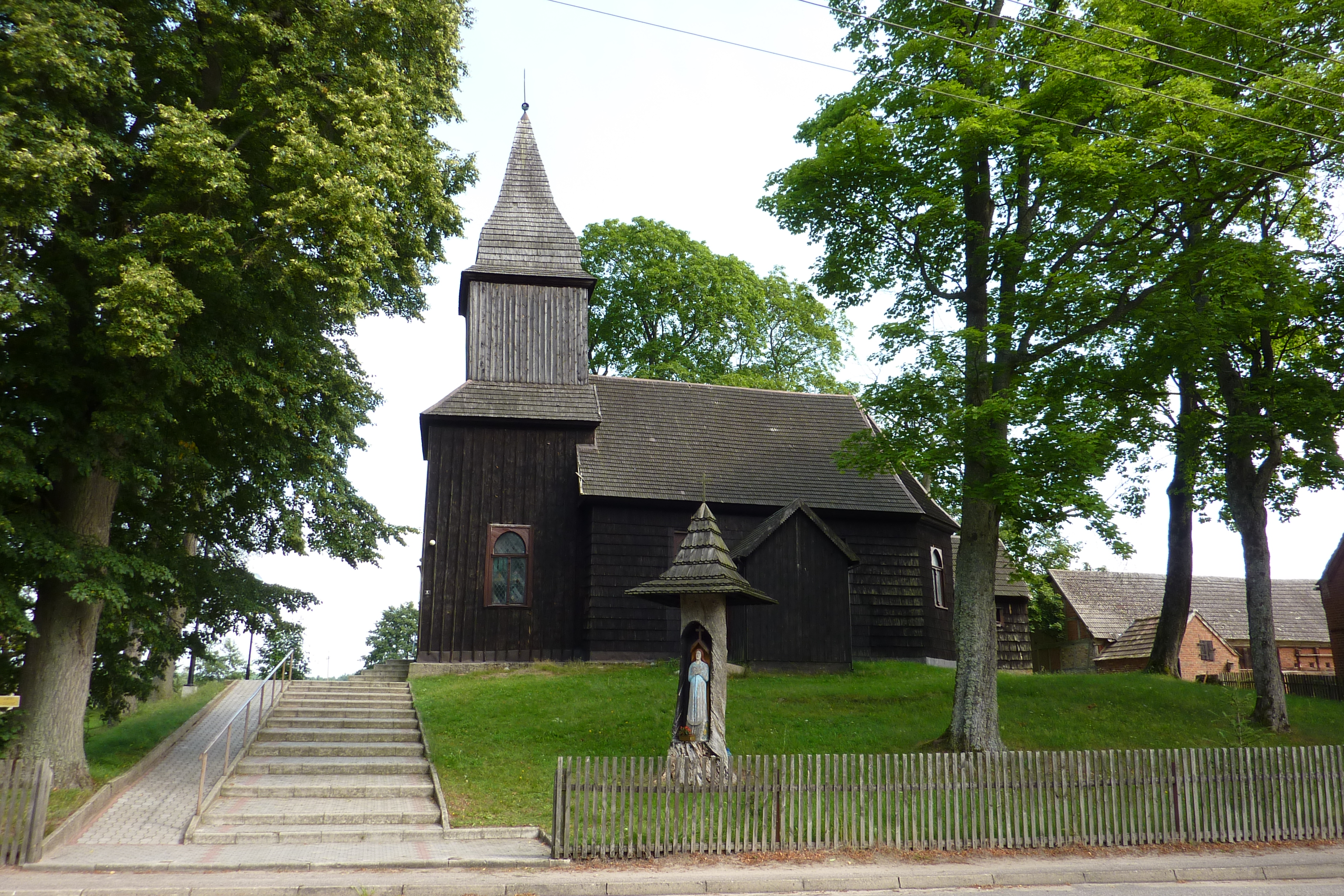
Dorfkirche (2011), erbaut 1755–1757, bis 1945 Gotteshaus der evangelischen Gemeinde Sommin

Die 1755–1757 errichtete evangelische Dorfkirche – ein Schurzholz-Bau mit Fachwerkturm – ersetzte ein älteres, strohgedecktes Gebäude, das 1749 baufällig geworden war. Das Kirchenschiff hat Innenabmessungen von 8,20 m × 12,30 m.
Das evangelische Gotteshaus wurde nach dem Zweiten Weltkrieg von der polnischen Administration zugunsten der Römisch-katholischen Kirche in Polen zwangsenteignet und vom polnischen katholischen Klerus ‚neu geweiht‘.

### Kirchspiel bis 1945
Die bis 1945 hier lebenden einheimischen Dorfbewohner gehörten mehrheitlich der evangelischen Konfession an. Unter den 437 Einwohnern des Jahres 1925 befanden sich 316 Evangelische und 121 Katholiken. Das evangelische Kirchspiel war in Sommin.
Das katholische Kirchspiel war in Bernsdorf.

### Polnisches Kirchspiel seit 1945
Die seit 1945 und Vertreibung der einheimischen Dorfbewohner anwesende polnische Einwohnerschaft ist größtenteils katholisch.